# 非人生活
《非人生活》（義大利語：Mondo Cane，字面意思是“狗的世界”，一句溫和的意大利髒話）是一部1962年意大利殘酷紀錄片，由瓜爾蒂耶羅·亞科佩蒂、保羅·卡瓦拉和佛朗哥·E·普羅斯佩里三人導演，史蒂法諾·西巴迪旁白。這部電影由一系列旅行紀錄場景組成，提供了對世界各地文化習俗的一瞥，旨在讓西方電影觀眾感到震驚或驚訝。這些場景的呈現幾乎沒有連續性，因其旨在以千變萬化的方式展示令人震驚的內容，而不是呈現結構化的論點。儘管影片聲稱是真實記錄，但某些場景還是經過精心安排或創造性地操縱以增強这种效果。
這部電影在國際上取得了票房上的成功，並以剝削紀錄片的形式啟發了整個殘酷紀錄片類型，其中許多片名中還包含“mondo”（意為“世界”）一詞。里兹·欧特拉尼和尼諾·奧利維羅的配樂在電影之外獲得了相當大的知名度，主題曲《更多》獲得了葛萊美獎和奧斯卡最佳原創歌曲提名，並被法蘭·仙納杜拉、安迪·威廉斯和羅伊·奧比森等藝術家翻唱。

## 内容
在片头字幕中，一只狗被拖着踢进了一个满是狗叫的狗窝。
在魯道夫·瓦倫蒂諾的家乡意大利卡斯特拉内塔，路易吉·盖诺为他制作了一座雕像。旁白指出一些当地男子的脸与瓦倫蒂諾的脸有相似之处。
在美国，羅薩諾·布拉齊的衬衫被一群追着要他签名的女粉丝撕掉了。
在新幾內亞特羅布里恩群島之一的一妻多夫制基里維納島的海滩上，一大群赤裸上身的土著妇女追着少数几个男人跑，试图抓住他们但“不仅仅是为了签名”。
在法国蔚藍海岸，一小群身著比基尼的金發年輕女性乘船駛過一艘載有美國水手的船，从远处挑逗性地“求爱”，通過飞吻、吐舌頭和炫耀乳房等方式從遠處“挑逗”他們。
在新幾內亞钦布社區，一名孩子被殺的婦女正在給一隻母親去世的小豬餵奶。同樣在新幾內亞，每五年一次的慶祝活動中，短短幾個小時內，數十頭豬被用木棍敲打頭部宰殺，然後吃掉，这个部分同类相食的社區又回到了长期饥饿的状态。然而，狗會被餵食一些豬肉，並受到亲切和尊重的对待。
在加利福尼亞州帕薩迪納的寵物天堂公墓，狗主人哀悼他們死去的爱人。
在福爾摩沙（臺灣臺北），狗被饲养、屠宰和剝皮，供當地的狗肉饕餮者享用。
在罗马，數百隻小雞被染成多種顏色，然後在50攝氏度的溫度下烘乾，以製作复活节彩蛋；據旁白說，在每100个经历过的小鸡中，大约有70个不能存活。
为了制作鹅肝酱，斯特拉斯堡的鹅被用漏斗强制喂食。
在距離東京200英里的一個農場裡，和牛接受按摩和啤酒餵養，以供東京和纽约的三四家專門餐廳享用。
在新幾內亞的塔巴爾，最美麗的女人被關在小木籠裡，用木薯粉餵食，直到她們長到120公斤，才能作為妻子獻給村里的獨裁者。
在洛杉矶的維克·坦尼健康俱樂部，超重的女性正在努力減肥以從前一段婚姻中恢復過來。
在香港市場，异国动物被当作食物出售。
紐約的殖民地餐廳為富有的美國人供應異國動物罐頭。
在新加坡的一家蛇店，一條蛇被挑選出來宰殺食用。
在意大利的科库洛村，在聖道明瞻禮日，遊行隊伍中的雕像及其追隨者攜帶著活蛇。
在诺切拉泰里内塞，在聖週五，每個“vattienti”都用玻璃碎片捶打自己的腿，並將鮮血灑在遊行將要舉行的街道上。
一群16至20歲的“救生女孩協會”遊行隊伍向悉尼海灘行進，在那裡她們進行了救生表演，包括對年輕男子進行心肺复苏。
由於比基尼环礁的核污染，成群結隊的死蝴蝶在海上漂流，鳥類躲在地下的洞裡，一種弹涂鱼遷徙到樹上，海鷗在不育的卵上孵蛋，迷失方向的海龜向內陸移動並死於沙漠。鳥類在海龜的骨骼中築巢。
在马来西亚的水下墓地，鲨鱼已經習慣了人肉。牠們的鰭在海灘上曬乾，由殘疾漁民收集，他們將它們作為壯陽藥賣給中國人。一名12歲的馬來西亞男孩被鯊魚殺死，作为报复，漁民將有毒的海膽塞入鯊魚口中，再把鲨鱼放掉让牠們慢慢死去。
羅馬：在嘉布遣会地下墓穴中，骨頭被佈置成裝飾品，在台伯岛，薩科尼·羅西（“紅麻袋”）守衛著自1600年左右以來的無名受害者骨頭，每週五由包括兒童在內的當地家庭进行清理。
在汉堡的绳索街上，人們通過喝啤酒放縱生活，早上出現宿醉的症狀。他們站著睡覺、跳舞、争吵、胡鬧。
東京有專門為喝醉的男人準備的按摩院。
在澳門，死者在葬禮上要化妝。人們燒錢讓逝者帶走。
在60%公民是華裔的新加坡，有一个为华裔家庭的临终成员准备的酒店。亲属们在附近广场的餐馆里欢聚一堂，等待他们的死亡。
汽車在洛杉矶的一個垃圾場被砸碎並压成立方體。一塊壓碎的汽車金屬立方體在巴黎一家美術館作為藝術品出售。
在捷克斯洛伐克，伊夫·克莱因在一些女模特和一些音樂家的幫助下創作了他的畫作，以表達他最喜歡的顏色——藍色。（這位藝術家在坎城影展觀看這部電影時心脏病發作，不到一個月後就去世了。）
在檀香山，遊客們佩戴花環並觀看草裙舞。
在尼泊爾，廓爾喀士兵穿著女裝在二戰期間日本皇軍處決300名廓爾喀战俘的周年紀念日舉行成人禮。
廓爾喀士兵在一場儀式性的力量較量中斩杀水牛。
在葡萄牙，上午有為工薪階層市民舉行的奔牛活動，下午有為身著正裝的貴族出身男子在體育場內進行的下午斗牛活动。
在巴布亞新幾內亞的戈羅卡，有參加天主教堂禮拜的土著部落。
影片以新幾內亞莫尔斯比港機場上方山區原住民的“貨物崇拜”結束。這些人用竹筍豎起了類似機場跑道、飛機和控制塔的崇拜聖像。